# Cyperus esculentus
A Cyperus esculentus, comummente conhecida como juncinha, é uma planta herbácea, perene e rizomatosa, pertencente à família Ciperáceas e ao tipo fisionómico dos geófitos.
Chega a alcançar meio metro de altura, exibe caules glabros, de secção triangular, folhas lineares e inflorescências com espiguetas avermelhadas. Produz um tubérculo rizomático de sabor açucarado conhecido como chufa.

## Nomes comuns
Dá ainda pelos seguintes nomes comuns: junça (não confundir com a Cyperus longus, que com ela partilha este nome); junça-de-conta; chufa e juncinha-mansa.

## Etimologia
- "Junça" provém do latim juncea, que significa "de junco", isto é, "planta de junco".[8]
- O substantivo «chufa», por seu turno, advirá do homólogo castelhano.[9]
- Os nomes «junça-de-conta», «juncinha-mansa» e «juncinha» são derivativos do substantivo «junça», o primeiro com alusão ao rizoma doce das raízes, cujo formato esférico pode lembrar uma conta[6]; o segundo com alusão ao cultivo e domesticação da espécie[2]; o terceiro trata-se de mero hipocorístico[1].

## Descrição
A junça-das-contas é uma planta perene e herbácea de colmo único. O colmo pode atingir entre 10 a 90 centímetros e dele despontam, subterraneamente, numerosos estolhos.
Das pontas dos estolhos brotam tubérculos rizomáticos de formato elipsoide, as chufas, que atingem entre 10 a 18 milímetros de comprimento.
Floresce entre agosto e setembro.

## Distribuição Geral
É própria da orla Mediterrânica e do Sudoeste europeu, sendo certo que, hodiernamente, se trata duma espécie cosmopolita, distribuída em zonas tropicais e temperadas do globo.

### Portugal
Trata-se de uma espécie autóctone, presente no território português, nomeadamente em Portugal Continental e no Arquipélago da Madeira. Mais concretamente, medra nas zonas do Noroeste ocidental; nas zonas do Centro-Oeste arenoso e olissiponense; no Centro-Sul plistocénico; no Sudeste meridional; e nas zonas do Sudoeste setentrional e meridional.
Em termos de naturalidade é nativa da região atrás indicada.

## Ecologia
Privilegia courelas e solos agricultados ou pouco alagados.

## Protecção
Não se encontra protegida por legislação portuguesa ou da Comunidade Europeia.

## Farmacologia
São reputadas propriedades digestivas e tónicas às chufas, aliviando a flatulência e promovendo a produção de urina e menstruação.
Às chufas são, ainda, atribuídas propriedades afrodisíacas, carminativas, diuréticas, emenagogas, estimulantes e tónicas.
As folhas, quando aplicadas topicamente, sob a forma de emplastro ou unguento, foram historicamente usadas como mezinhas contra as cefaleias. 

## Culinária
As chufas são comestíveis e têm um sabor semelhante ao das nozes, mas ligeiramente suave. Também se assemelha ao  tubérculo do Cyperus rotundus, se bem que este é, por sinal, mais amargo. São bastante duras e, geralmente, têm de ser postas de molho antes de poderem ser ingeridas. Têm vários usos; em particular, são usados em Espanha para se fazer o refresco conhecido como "orchata de chufa".
Têm um excelente valor nutricional, com uma quantidade de calorias semelhante à das azeitonas. São ricos em minerais, principalmente fósforo e potássio. Também são livres de colesterol, como todo produto de origem vegetal, e glúten e têm muito pouco sódio. O óleo que delas se extrai contém 18 por cento de ácidos gordos saturados (ácido palmítico e ácido esteárico) e 82% de ácidos gordos insaturados (ácido oleico e ácido linoleico).
O refresco feito a partir de suas raízes é conhecido por horchata e pode ser usado na dieta dos intolerantes à lactose.

### Óleo
Atendendo à elevada percentagem (20 a 36 por cento) de óleo nos tubérculos, a sua utilização na produção de biodiesel foi pondera em meados da década de noventa do século passado. O óleo das chufas não seca e é utilizado na confecção de sabões.
Não solidifica aos 0°c  e é fácil de armazenar, sem que se corra o risco de ficar rançoso.
É ainda usado como ingrediente em preparados cosméticos e cremes dermatológicos.